# Бибикова, Елена Васильевна
Елена Васильевна Бибикова (род. 23 сентября 1956) — российский политик. Член Совета Федерации России от исполнительного органа государственной власти Псковской области (2014—2023). Член Комитета по социальной политике.
Из-за поддержки нарушения территориальной целостности Украины во время российско-украинской войны находится под персональными международными санкциями Евросоюза, США, Великобритании и ряда других стран.

## Биография
Елена Бибикова родилась 23 сентября 1956 года в станице Стародеревянковская Краснодарского края. В 1975 году окончила Армавирский юридический техникум, по специальности — юрист.
С 1975 по 1991 год работала сначала старшим инспектором, а позже была назначена заместителем заведующего, заведующим городским отделом социального обеспечения в Пскове. В 1990 году получила диплом Псковского государственного педагогического института имени С. М. Кирова, учитель истории и обществоведения средней школы).
С 1991 по 2014 год работала на посту управляющего отделением Пенсионного фонда Псковской области. В этот период прошла курсы повышения квалификации в Финансовой академии в городе Москве, а также получила диплом Института подготовки и переподготовки кадров при Финансовой академии.
В 2004 году впервые избрана депутатом Псковского областного собрания депутатов третьего созыва по избирательному округу № 6.
В мае 2010 года назначена на пост секретаря регионального политического совета Всероссийской политической партии «Единая Россия».
Затем в марте 2007 года и в декабре 2011 года участвовала в выборах Псковского областного собрания депутатов четвёртого и пятого созывов по избирательному округу № 15. В декабре 2011 года Елена Бибикова назначена на пост заместителя председателя Псковского областного Собрания депутатов.
Правительством Псковской области Елена Бибикова делегирована в Совет Федерации. Наделена полномочиями с 25 сентября 2014 года. Является членом комитета по социальной политике. В марте 2021 года выступила с заявлением о необходимости включения периода срочной службы в армии в стаж, дающий право на досрочную пенсию, указав, что служба является конституционной обязанностью и у мужчины нет права выбора.
Замужем, имеет двух дочерей.

## Награды
За заслуги перед государством и многолетний добросовестный труд награждена орденом Дружбы (2018) и медалью ордена «За заслуги перед Отечеством» II степени (2007). Удостоена почётного звания «Заслуженный работник социальной защиты населения Российской Федерации» (2000)